# Pherallodiscus
Pherallodiscus — рід риб родини Присоскоперові (Gobiesocidae). Представники роду зустрічаються на сході Тихого океану біля берегів Мексики.

## Класифікація
Рід містить 2 види: 
- Pherallodiscus funebris (C. H. Gilbert, 1890)
- Pherallodiscus varius Briggs, 1955